# 2011年佐賀県知事選挙
2011年佐賀県知事選挙（2011ねんさがけんちじせんきょ）は、2011年（平成23年）4月10日に執行された佐賀県知事を選出するための選挙。第17回統一地方選挙の日程で行われた。

## 概要
現職の古川康の任期満了に伴う知事選挙。現職で3期目を目指す古川と、共産党推薦の平林正勝が立候補し、前回の知事選と同じ顔触れによる一騎討ちとなった。
各政党の対応は、共産党が前回同様に平林を擁立。古川は、民主党・自民党・公明党・社民党の4党に推薦願を出し、自民党と公明党は前回同様に古川の推薦を決定。前回は自主投票としていた政権与党の民主党佐賀県連も、古川の県政運営に一定の評価をし、県連として推薦。同党は他党との相乗りを原則禁止しているが、来県した岡田克也幹事長が「地域の事情もあるので県連の判断が優先される」として相乗り容認の姿勢を見せていた。社民党は古川県政に対し「党の政策・理念と決定的な違いがある」として、03・07年に続き自主投票とした。また、連合佐賀は古川の推薦を決めている。

## 選挙データ

### 告示日
- 2011年（平成23年）3月24日

### 執行日
- 2011年（平成23年）4月10日
- 当日の投票時間帯：
- 期日前投票：3月25日 ～ 4月9日[8]

### 同日選挙
- 佐賀県議会議員選挙（4月1日 告示）

## 立候補者
3月24日の立候補届出締め切りまで立候補を届け出たのは以下の2名である。立候補届け出順
| 候補者名（読み）                 | 年齢 | 新旧 | 党派                                       | 肩書き         |
| -------------------------------- | ---- | ---- | ------------------------------------------ | -------------- |
| 古川康 （ふるかわ やすし）       | 52   | 現   | 無所属 （自民党、公明党、民主党県連 推薦） | 佐賀県知事     |
| 平林正勝 （ひらばやし まさかつ） | 63   | 新   | 日本共産党                                 | 共産党県委員長 |

### 選挙のタイムライン
- 2010年9月6日 - 古川が県議会の直前に県庁で会見を開き、3選出馬を表明[10]。
- 2011年1月7日 - 連合佐賀が古川の推薦を決定。連合が古川を推薦するのは初めて。03・07年は自主投票[7]。
- 2011年1月28日 - 平林が共産党公認で出馬することを表明[1]。
- 2011年2月9日 - 古川が民主・自民・公明・社民の4党に推薦願を提出[2]。
- 2011年2月12日 - 自民党県連は代表役員会を開き、古川の推薦を決定。その後、党本部の推薦も決定した[3]。
- 2011年2月13日 - 民主党県連は常任幹事会を開き、古川の推薦を決定[5]。
- 2011年2月19日 - 公明党県本部は幹事会を開き、古川の推薦を決定。その後、党本部の推薦も決定した[4]。
- 2011年3月5日 - 社民党県連は常任幹事会を開き、推薦願を受けていた古川の推薦を見送り、自主投票とすることを決定[6]。
- 2011年3月24日 - 告示。現職と新人の一騎討ちに。
- 2011年4月10日 - 投開票。

## 選挙結果

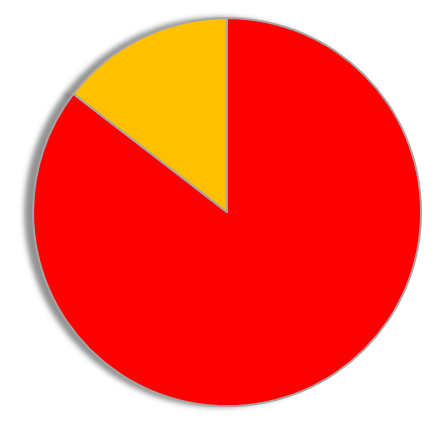
各候補の得票率（得票数の多かった順）

投票率は59.41%で、前回2007年の63.34%を下回り、東日本大震災による自粛ムードもあり選挙戦は盛り上がりに欠け、過去最低の投票率であった（前回比 -3.93%）。当日の有権者数は67万8110人で投票者数は40万2879人であった。
候補者別の得票数の順位、得票数、得票率、惜敗率、供託金没収概況は以下のようになった。供託金欄のうち「没収」とある候補者は、有効投票総数の10%を下回ったため全額没収された。惜敗率は未発表のため暫定計算とした（小数3位以下四捨五入）。
|      | 順位 | 候補者名  | 党派       | 新旧 | 得票数  | 得票率 | 惜敗率 | 供託金 |
| ---- | ---- | --------- | ---------- | ---- | ------- | ------ | ------ | ------ |
| 当選 | 1    | ■古川康   | 無所属     | 現   | 337,269 | 85.44% | ----   |        |
|      | 2    | ■平林正勝 | 日本共産党 | 新   | 57,461  | 14.56% | %      |        |

自民・民主・公明の3党の与野党相乗りで基礎票を固め、連合を始めとした各団体からの盤石の支持を得た古川が圧勝した。前回と同じ顔触れで投票率低下が懸念され、古川陣営も得票減を覚悟していた中、得票数・得票率ともに大幅に伸ばす結果となった。共産党推薦の平林は、原発を推進する古川に対し、玄海原発のプルサーマル発電の中止と原発総点検を前面に訴え、批判票を取り込んたが、前回よりも票数を減らす結果となってしまった。
立候補者が前回知事選と同じ顔触れで、東日本大震災による自粛ムードもあり、投票率は初めて60%を切り過去最低となった。